# Trentemøller
Trentemøller er kunstnernavnet for Anders Trentemøller (født 16. oktober 1972 i Vordingborg), der er en dansk komponist, producer og musiker. Han har udgivet en lang række ep-udgivelser og syv studiealbums : The Last Resort (2006), Into the Great Wide Yonder (2010), Lost (2013) og Fixion (2016), Obverse ( 2019), Memoria ( 2022), Dreamweaver ( 2024) 
Han har desuden remixet adskillige danske og udenlandske kunstnere bl.a. The Cure , Dandy Warhols , The KVB, David Lynch, A Place To Bury Strangers,  The Knife,  Tan Cologne , Depeche Mode, Franz Ferdinand, Royksopp, M83, The Drums, The Dø, UNKLE, The Raveonettes, The Soft Moon, Moby, Pet Shop Boys, Robyn, Chimes & Bells, Mew, Efterklang m.fl. 
Han har også lavet musik til en række dramatiske produktioner som: Det som ingen ved (film af Søren Kragh-Jacobsen, 2008), Complaints choir (film af Ada Bligaard Søby, 2010), Festen (Thomas Vinterberg, teaterudgaven) samt Halt & Catch Fire (titelmelodi, ameikansk tv-serie AMC, 2014). 
Han har gennemført flere verdenstournéer med hhv. The Last Resort, Into The Great Wide Yonder (m. band Henrik Vibskov, Mikael Simpson, Marie Fisker, Lisbet Fritze, Jakob Hoyer og Josephine Philip) og spillet over 100 live shows med Lost, 2013/14 (m. band Marie Fisker, Lisbet Fritze, Jakob Hoyer, Jeppe Brix Sørensen) samt som opvarmningsband for Depeche Mode (Europatourné, 2013).

## Priser
Trentemøller har modtaget: Rolands Musikpris 2000; Statens Kunstfond 2006; Danish Music Awards for Årets Producer & Årets Elektroniske Navn 2007; Steppeulvprisen som Årets Komponist 2007 og Årets Live Navn 2008; Beatport Awards The Years Best Electronica release 2008; The Years Best Chill Out release 2008; GAFFA-Prisen for Årets Elektroniske Navn 2010; DIBFA Hæderspris 2013; Wimp HiFi Prisen 2014."

## Diskografi

### Studiealbummer
- 2006 – The Last Resort
- 2010 – Into The Great Wide Yonder
- 2013 – Lost
- 2016 – Fixion
- 2019 – Obverse
- 2022 – Memoria
- 2024 – Dreamweaver

### Remixalbummer
- 2011 – Reworked/Remixed
- 2014 – Lost Reworks

### Opsamlingsalbum
- 2007 – The Trentemøller Chronicles
- 2009 – Harbour Boat Trips - 01: Copenhagen by Trentemøller
- 2011 – LateNightTales: Trentemøller
- 2014 – Early Worx
- 2018 – Harbour Boat Trips Vol. 02: Copenhagen by Trentemøller

### EPs
- 2003 – Trentemøller EP
- 2004 – Beta Boy
- 2006 – Nam Nam E.P.
- 2008 – Live in Concert E.P. - Roskilde Festival 2007
- 2008 – Remixed
- 2009 – Rauta EP

### Singler
- 2005 – Physical Fraction
- 2005 – Polar Shift
- 2005 – Kink
- 2005 – Sunstroke
- 2005 – Serenetti
- 2006 – Rykketid
- 2006 – Always Something Better
- 2007 – African People
- 2007 – Take Me into Your Skin
- 2007 – Moan
- 2007 – An Evening with Bobi Bros/25 Timer
- 2007 – Gamma (singolo)|Gamma
- 2008 – Miss You
- 2010 – Sycamore Feeling
- 2010 – ...Even Though You're with Another Girl
- 2010 – Silver Surfer, Ghost Rider Go!!!
- 2011 – Shades of Marble
- 2012 – My Dreams
- 2013 – Never Stop Running
- 2013 – Candy Tongue
- 2013 – Gravity
- 2014 – Deceive
- 2016 – River in Me
- 2016 – Redefine
- 2016 – Complicated
- 2017 – One Eye Open
- 2017 – Hands Down
- 2017 – On a Cold Christmas Night
- 2018 – Transformer Man
- 2019 – Sleeper
- 2019 – In the Garden
- 2019 – Try a Little

### Remixes
- 1999 – ETA – Ayia Napa
- 2003 – Filur – You & I
- 2003 – B & B International – Decorated With Ornaments
- 2003 – Malou – I Wish
- 2003 – Laid Back – Beautiful Day
- 2003 – Djuma Soundsystem (Atilla Engin) – Les Djinns (Turkish ShowBiz)[1][2][3][4]
- 2004 – Yoshimoto – Du What U Du
- 2004 – Andy Caldwell – Give a Little
- 2004 – Pashka – Island Breeze
- 2004 – The Rhythm Slaves – The Light You Will See
- 2004 – Aya – Uptown
- 2005 – Mathias Schaffhauser – Coincidance
- 2005 – Fred Everything & 20 for 7 – Friday
- 2005 – Vernis – Bubble Bath
- 2005 – Varano – Dead End Street
- 2005 – Sharon Phillips – Want 2/Need 2
- 2005 – Unai – Oh You and I
- 2005 – Martinez – Shadowboxing
- 2005 – Röyksopp – What Else Is There?
- 2005 – The Knife – We Share Our Mother's Health
- 2006 – Djosos Krost – Chaptor One
- 2006 – Jokke Ilsoe – Feeling Good
- 2006 – Moby – Go (2006)
- 2006 – Trentemøller – Always Something Better
- 2006 – Pet Shop Boys – Sodom (Trentemøller Remix)
- 2007 – Kira Skov – Religious Young (Anders Trentemøller Remix) (ArtRebels)
- 2007 – JaConfetti – Hold Nu Kay
- 2008 – Kasper Bjørke – Doesn't Matter
- 2009 – Franz Ferdinand – No you girls
- 2010 – Mew – Beach
- 2011 – Chimes & Bells – The
- 2011 – The Darkness falls – The Void
- 2012 – The Drums – Days (Trentemoller Remix)